# グラツィア・チェッケリーニ
グラツィア恵・小川チェッケリーニ（Grazia Megumi Ogawa Ceccherini、フェッラーラ、1998年7月8日 - ）は、在日イタリア人のイタリア語学者、著者とモデル。SOLE語学学校のイタリア語講師。講師の仕事とユーチューバーとのコラボもしている。

## 略歴
1998年7月8日、イタリア・エミリア＝ロマーニャ州のフェラーラに生まれる。父方に日本人の先祖を持ち、幼少期より日本文化や言語に親しんできた。語学に強い関心を持ち、複数の言語を学ぶ。
2020年、ヴェネツィア・カ・フォスカリ大学アジア・地中海アフリカ学部外国語学・アジア‐地中海アフリカ文化社会学科を卒業。在学中には、昭和女子大学に長期留学し、日本文化と言語への理解を深めた。卒業後は語学教育と文化交流を中心とした活動を開始。
同年、語学学校「SOLE」を設立し、代表兼講師として日本国内外の学習者にイタリア語を教える。教育活動のかたわら、モデル・外国人タレントとしても活動し、CMやプロモーションビデオなどに出演。
2023年より、アメリカに拠点を置くオンライン大学「ユニバーシティ・オブ・ザ・ピープル」にて、教育学修士（M.Ed）課程に在学中。
また、言語や文化に関する発信を目的としたTikTokアカウントも運営しており、フォロワーは1万人を超えている。SNSを通じた教育的コンテンツの発信にも力を入れている。

## 学歴
2020年、ヴェネツィア・カ・フォスカリ大学アジア・地中海アフリカ学部外国語学・アジア‐地中海アフリカ文化社会学科を卒業し、学士号を取得。在学中には、昭和女子大学への長期留学を経験した。 
2023年より、ユニバーシティ・オブ・ザ・ピープルにて教育学修士課程（M.Ed）に在学中。

## 活動歴
タレント・モデルとしての活動は2020年以降本格化し、日本国内において外国人タレントとしてテレビや広告媒体への出演を開始した。
2022年には、NOHGA HOTEL UENOのプロモーション映像に出演し、ナチュラルで洗練されたイメージを表現。同年にはファッションブランド「SPECCHIO」のスプリングコレクションモデルにも起用された。
2023年には、HONDAとGoogleのグローバルコラボによるプロモーション映像に出演。インターナショナルなキャストの一員として、グローバルブランドの映像作品に参加したことで注目を集めた。
また、YouTubeやTikTokなどのSNSを通じて、自らの経験や語学力を活かした文化紹介・トーク動画などを発信。言語講師としての専門性を持ちながら、軽快な語り口と親しみやすいキャラクターで、教育とエンタメの両軸を兼ね備えた「知的タレント」として独自の立ち位置を築いている。
活動の中心は東京にあり、日本語・イタリア語・英語をはじめとする多言語を活かしたバイリンガル/マルチリンガル対応が可能な点も、国際的なプロジェクトやイベントにおける起用の決め手となっている。

## 出演
- HONDA　グーグルコラボ（2023年）[8]

- NOHGA HOTEL UENO PV （2022年）[7]

- SPECCHIO　スプリングコレクション（2024年）

## 著書
- 2020年 Language Education 英語を話せない理由とは？[6]

## その他
- 2020年に語学学校　SOLE（ソーレ）で代表・講師を務める。[9]
- YouTuber活動もしている。[2]
- 名前は恵、めぐみ、メグミとも表記される（本名の Grazia には恵みという意味がある）。
- 英語、日本語、イタリア語、フランス語、ドイツ語、イタリア手話、スペイン語、中国語、スウェーデン語、タイ語ができるマルチリンガルである。[9]